# Либертс, Лудольф
Лу́дольф Ли́бертс (латыш. Ludolfs Liberts; 3 апреля 1895 — 11 марта 1959) — латвийский художник и сценограф.

## Биография
Лудольф Либертс родился 3 апреля 1895 года в местечке Тирза Венденского уезда Лифляндской губернии Российской империи.
Брал уроки рисования у художника В. Зелтиня, учился в художественных студиях Ю. Мадерниека и А. Большакова, Императорском Строгановском Центральном художественно-промышленном училище (1911—1912), Казанской художественной школе (1912—1915), Московском училище живописи, ваяния и зодчества (мастерская К. Коровина, 1915), работал декоратором в Казанском оперном театре (1913—1914).
В годы Первой мировой войны учился в Александровском военном училище, воевал на Восточном фронте, побывал в германском плену.
В Латвию вернулся в 1921 году, работал сотрудником журнала «Хо-хо» (1922—1924), декоратором и режиссёром Латвийской Национальной оперы (1924—1937), директором Латвийского монетного двора (1935—1940 и 1941—1944), педагогом (1923—1932) и руководителем мастерской фигурной живописи (1942—1944) Латвийской академии художеств.
В 1944 году эмигрировал в Австрию, с 1945 года жил в Германии, работал педагогом в Латышской художественной школе в Эслингене, переехал на постоянное место жительства в США (1949), с 1951 года руководил классом живописи в Нью-Йоркском городском колледже.
Был членом Рижской группы художников, членом и, впоследствии, руководителем художественного объединения «Садарбс», руководителем Латвийского общества изобразительного искусства (1938), членом студенческого общества «Konkordija Valdemārija» Латвийского университета.
Лауреат премии Латвийского фонда культуры (1923, 1924, 1927), обладатель степени выдающегося художника Латвийской академии художеств за заслуги в живописи (1934), кавалер латвийских ордена Трёх Звезд IV степени (1928) и Крест Признания III степени (1938), шведского ордена Полярной звезды (1933), обладатель Золотых медалей международных выставок в Париже (1931) и Барселоне (1937).

## Творчество
Принимал участие в выставках с 1914 года (передвижная выставка художественного объединения «Мир искусств» в Казани. Персональные выставки: Рига (1923, 1934, 1938), Париж (1927), Брюссель (1929), Берлин (1931, 1934, 1938), Стокгольм (1938), одиннадцать выставок в США (1950—1959).
Автор декораций и сценических костюмов для более чем семидесяти спектаклей в Латвийской Национальной опере, Латвийском Национальном театре, Лиепайском оперном театре. в театрах Литвы, Финляндии, Швеции, Болгарии, Югославии.
Наиболее известен оформлением постановок опер В. А. Моцарта «Похищение из сераля» (1924), Алфреда Калниня «Островитяне» (1926) и Язепа Медыньша «Спридитис» (1927).